# Liste der Landesstraßen in Oberösterreich
Die Liste der Landesstraßen in Oberösterreich listet die Landesstraßen L im Bundesland Oberösterreich auf.
Die ehemaligen Bundesstraßen, die sich seit 2002 unter der Bezeichnung Landesstraße B in der Landesverwaltung befinden, sind unter Liste der ehemaligen Bundesstraßen Österreichs angeführt.

## 1. Ordnung
In Oberösterreich gelten Landesstraßen mit dreistelligen Nummern als Landesstraßen 1. Ordnung (L501-L590).
| Nr.  | Name                                   | Straßenverlauf | Länge (km) |
| ---- | -------------------------------------- | --- | ---------- |
| 501  | Weilhartstraße                         | Altheimer Straße (Nöbauer Mühle) – Ranshofen – Ach – Wanghausen – Tarsdorf – Hofweiden – Ostermiething – Riedersbach – Wildshut – Landesgrenze mit Salzburg                                 | 39,550     |
| 502  | Simbacher Straße                       | Altheimer Straße durch Braunau am Inn – Staatsgrenze mit Deutschland (Simbach am Inn) | 2,375      |
| 503  | Oberinnviertler Straße                 | Rieder Straße – Neuhofen im Innkreis – Mettmach – Aspach – Höhnhart – Maria Schmolln – Schalchen – Mattighofen – Aschau – Aich – Gundertshausen – Hochburg – Ach – 501 Weilhart Straße      | 62,910     |
| 504  | Frankinger Straße                      | Lamprechtshausener Straße – Franking – Neuhausen – Weyer – Trimmelkam – 501 Weilhart Straße                                                                                                 | 16,840     |
| 505  | Mattseer Straße                        | Braunauer Straße – Mattighofen – Pfaffstätt – Abern – Jeging – Schweiber – Palting – Landesgrenze mit Salzburg                                                                              | 13,436     |
| 506  | Schärdinger Straße                     | Sauwald Straße – Schärding – Gattern – Staatsgrenze / Waldschloß Grenzübergang mit Deutschland (Passau-Mariahilf)                                                                           | 11,598     |
| 507  | Wildenauer Straße                      | Rieder Straße – Au – Badesee Wildenau – Aspach – 503 Oberinnviertler Straße | 4,391      |
| L508 | Kobernaußer Straße                     | Braunauer Straße – Friedburg – Schneegattern – Höcken – Stelzen – Kobernaußen – Lohnsburg am Kobernaußerwald – Neuhofen im Innkreis – 503 Oberinnviertler Straße                            | 30,027     |
| L509 | Frankenburger Straße                   | In Ried im Innkreis bei der Dr. Berger-Stadtstraße – Ried im Innkreis – Neuhofen – Pattigham – Pramet – Feitzing – Frankenburg am Hausruck – Redl – Wiener Straße                           | 27,238     |
| 509A | Frankenburger Straße – Ast             | Ried im Innkreis Dr.Berger-Stadtstraße auf alter Trasse bis KM 1,2 + 61,2 m – Einmündung in – neu                                                                                           | 1,243      |
| 510  | Weilbacher Straße                      | Hausruck Straße – Aurolzmünster – Senftenbach – Weilbach – Ellreching – St.Georgen b.Obernberg – Obernberg – Staatsgrenze mit Deutschland (Obernberg)                                       | 14,798     |
| 511  | Gurtener Straße                        | Rieder Straße – Ornading – Gurten – Weilbach – 510 Weilbacher Straße | 9,045      |
| 512  | Reichersberger Straße                  | Subener Straße (Rampe A8 – Exit 74) – St.Marienkirchen bei Schärding – Mitterding – Antiesenhofen – Reichersberg – Altheimer Straße                                                         | 8,957      |
| 513  | Unterinnviertler Straße                | 1081 Rieder Hoch Straße – Ried im Innkreis – Tumeltsham – Andrichsfurt – Taiskirchen – Riedau – Innviertler Straße                                                                          | 14,178     |
| 514  | Andorfer Straße                        | Hausruck Straße – Utzenaich – Lambrechten – Andorf – Sigharting – Eferdinger Straße | 19,955     |
| 515  | Eisenbirner Straße                     | Eferdinger Straße (Kalling) – Münzkirchen – Schardenberg – Freinberg – Haibach b.Schärding – Staatsgrenze mit Deutschland (Haibach)                                                         | 21,076     |
| 516  | Raaber Straße                          | Eferdinger Straße – Bründl – Raab – Zell an der Pram – Innviertler Straße | 7,065      |
| 517  | Keßlastraße                            | Eferdinger Straße – Peuerbach – Greinsfurth – Neukirchen am Walde – St. Sixt – St. Ägidi – Sauwald Straße                                                                                   | 17,992     |
| 518  | Rottenbacher Straße                    | Haag am Hausruck – Niedernhaag – Rottenbach – Innersee – Hofkirchen/Tr. – Obertrattnach – Niedertrattnach – Tolleterau – Tollerterau/St. Georgen                                            | 14,946     |
| 519  | Innbachtalstraße                       | Wiener Straße – Wels – Oberthan – Schnittering – Pichl b.Wels – Kematen am Innbach – Meggenhofen – Aistersheim – Weibern – Pesendorf – 520 Gaspoltshofener Straße                           | 31,110     |
| 520  | Gaspoltshofener Straße                 | Wiener Straße – Stroham – Willing – Oberseeling – Hörbach – Gaspoltshofen – Affnang – Rieder Straße                                                                                         | 21,637     |
| 521  | Wolfsegger Straße                      | 520 Gaspoltshofener Straße – Altenhof am Hausruck – Kohlgrube – Wolfsegg am Hausruck – Ottnang am Hausruck – Hausruck Straße                                                                | 14,655     |
| 522  | Antiesenhofener Straße                 | 512 Reichersberger Straße – Antiesenhofen – Reichersberg – Hausruck Straße | 5,625      |
| 525  | Michaelnbach-Stauff-Straße             | Innviertler Straße – Grieskirchen – Tollet – Michaelnbach – Waizenkirchen – Esthofen – St.Agatha – Haibach ob der Donau – Donaufähre Obermühl                                               | 31,983     |
| 528  | Grieskirchner Straße                   | Innviertler Straße – Unterstetten – Tolleterau – Grieskirchen – Straßfeld – Bad Schallerbach – Wallern – Wallerner Straße Mariharth / Kreisverkehr 1                                        | 16,660     |
| 529  | Grieskirchner Straße Abzw. Schlüßlberg | Innviertler Straße – Gemeindegebiet Grieskirchen und Schlüßlberg – 528 Grieskirchner Straße                                                                                                 | 0,365      |
| 531  | Schartener Straße                      | Innviertler Straße – Niedergrafing – Roitham – Scharten – Leppersdorf – Fraham – Unterhillingla – Eferding – Eferdinger Straße – L 1219 Brandstatter Straße                                 | 17,512     |
| 532  | Hörschinger Straße                     | Eferdinger Straße – Alkoven – Hartheim – Winkeln – Axberg – Freiling – Oftering – Hörsching – Theninger Straße                                                                              | 10,127     |
| 533  | Flughafenstraße                        | 1390 Kürnberg Straße – Ri.W – Pasching – Hörsching – Theninger Straße | 5,276      |
| 534  | Marchtrenker Straße                    | Wiener Straße – Marchtrenk – Weißkirchen – Allhaming – Neuhofen an der Krems – Kremstal Straße                                                                                              | 12,981     |
| 536  | Pettenbacher Straße                    | Gmundener Straße – Stadl-Paura – Bad Wimsbach-Neydharting – Feldham – Vorchdorf – Pettenbach – 562 Kremsmünsterer Straße                                                                    | 19,361     |
| L537 | Sattledter Straße                      | Wiener Straße – Edt bei Lambach – Graben – Hafeld – Fischlham – Steinerkirchen an der Traun – Linden-Sattledt – Pyhrnpass Straße                                                            | 13,005     |
| 538  | Pichlwanger Straße                     | Wiener Straße – Timelkam – Pichlwang – Attersee Straße | 0,677      |
| 539  | Thalgaustraße                          | Landesgrenze Salzburg – Teufelmühle – Keuschen – Gaisberg – Mondsee Straße | 4,667      |
| 540  | Attergaustraße                         | Wiener Straße – St.Georgen im Attergau – Thern – Attersee – Attersee Straße | 13,191     |
| L541 | Oberwanger Straße                      | Attersee Straße – Loibichl – Oberwang – Straß im Attergau – St.Georgen im Attergau – 540 Attergau Straße                                                                                    | 16,468     |
| 541A | Oberwanger Straße – Ausästung          | Abzweigung rechts von – km 5,210 + 121 m | 0,248      |
| 543  | Kienbergwandstraße                     | Mondsee Straße – St. Gilgen – Landesgrenze Salzburg/Oberösterreich – Innerschwand über die Seeache – Attersee Straße                                                                        | 4,382      |
| 544  | Großalmstraße                          | Salzkammergutstraße – Altmünster – Neukirchen – Unterfeichten – Steinbach am Attersee – Seeleiten Straße                                                                                    | 21,704     |
| 545  | Kienklausestraße                       | Seeleiten Straße – Seefeld am Attersee – 544 Großalm Straße | 3,822      |
| 546  | St.-Wolfgang-Straße                    | Wolfgangseestraße – Pfandl – Schwarzenbach – St.Wolfgang – Landesgrenze Salzburg (Ried Gemeindestraße)                                                                                      | 12,769     |
| 547  | Hallstätterseestraße                   | Pass Gschütt Straße – Hallstatt – Obertraun – Landesgrenze Steiermark (Koppenpaß) | 13,411     |
| 548  | Hallstattstraße                        | 547 Hallstättersee Straße – Ortsdurchfahrt Hallstatt – 547 Hallstättersee Straße | 1,342      |
| 549  | Almseestraße                           | Scharnsteiner Straße – Scharnstein – Grünau – Almsee (Parkplatz) | 19,892     |
| 550  | Hengstpassstraße                       | Pyhrnpass Straße – Windischgarsten – Rosenau – Hengstpaß – Unterlaussa – wechselt in ihrem Verlauf mehrmals die Landesgrenze – Landesgrenze Steiermark (Altenmarkt)                         | 32,964     |
| 551  | Vorderstoderstraße                     | Pyhrnpass Straße – Roßleithen – Vorderstoder – Hinterstoder – 552 Stodertal Straße | 15,218     |
| 552  | Stodertalstraße                        | Pyhrnpass Straße – Steyrbrücke – Hinterstoder – nach der Ortschaft Weißenbach in der Gemeinde Hinterstoder                                                                                  | 15,034     |
| 553  | Ziehbergstraße                         | Pyhrnpass Straße – Micheldorf – Ottsdorf – Steinbach am Ziehberg – Scharnsteiner Straße | 14,808     |
| 554  | Schlierbacher Straße                   | Voralpen Straße – Kremsmünster – Wartberg an der Krems – Schlierbach – Galgenau – Pyhrnpass Straße                                                                                          | 15,801     |
| 555  | Waldneukirchener Straße                | Voralpen Straße – Bad Hall – St.Blasien – Waldneukirchen – Steyrtal Straße | 7,412      |
| 556  | Nußbacher Straße                       | 555 Waldneukirchener Straße – Waldneukirchen – Adlwang – Nußbach – Jageredt – 554 Schlierbacher Straße                                                                                      | 12,258     |
| 557  | Großramingstraße                       | Eisen Straße – Großraming – Maria Neustift – Neustiftgraben – Landesgrenze Niederösterreich                                                                                                 | 13,290     |
| 558  | Losensteinstraße                       | Eisen Straße über die Ennsbrücke (Losenstein) – Bahnhofszufahrt (Losenstein) | 0,670      |
| 559  | Kleinramingstraße                      | Voralpen Straße – Steyr – Kleinraming – Sulzbach – Maria Neustift – 557 Großraming Straße (fünf Teilstücke in Niederösterreich )                                                            | 22,122     |
| 560  | Münichholzstraße                       | Landesgrenze Niederösterreich (St.Valentin) bis Voralpen Straße Abzweigung Steyr – im Bereich Magistrat Steyr                                                                               | 0,308      |
| 561  | Bad Haller Straße                      | 1330 Wartberger Straße – Bad Hall – Oberrohr – Voralpen Straße | 3,853      |
| 562  | Kremsmünsterer Straße                  | Kremstal Straße – Burg – Kremsmünster – Ried im Traunkreis – Voitsdorf – Pettenbach – Scharnsteiner Straße Pettenbach-Süd / Kreisverkehr 1                                                  | 23,216     |
| 563  | Traunuferstraße                        | Wiener Straße – Ebelsberg – Freindorf – Haid – Hasenufer – Pucking – Dietach – Schleißheim – Thalheim – 567 Thalheimer Straße                                                               | 27,059     |
| 563A | Traunuferstraße Abzweigung Traun       | Kremstal Straße / 563 Traunufer Straße – Ansfelden – Traun (SE=Ortstafel Traun) | 1,035      |
| 564  | Wolferner Straße                       | Wiener Straße – Linz – Rohrbach bei St.Florian – Wolfern – Steyr – Voralpen Straße | 28,108     |
| 565  | Sierninger Straße                      | 564 Wolferner Straße – Hamet – Sierning – Voralpen Straße | 9,827      |
| 566  | Ipfstraße                              | Vor der Überführung der Westbahn (Gemeindestraße) Asten – Umfahrung St.Florian – 564 Wolferner Straße                                                                                       | 5,227      |
| 567  | Thalheimer Straße                      | Wiener Straße – Wels – Thalheim bei Wels – Schauersberg – Oberschauersberg – Fischlham – Sattledter Straße                                                                                  | 12,941     |
| 568  | Ennser Straße                          | Landesgrenze Niederösterreich – Enns – Asten – Wiener Straße | 6,026      |
| 569  | Pleschinger Straße                     | Prager Straße – Plesching – Donaubrücke Steyregg – Donau Straße | 15,618     |
| 570  | Machlandstraße                         | Mauthausener Straße – Mauthausen – Au an der Donau – Naarn im Machlande – Mitterkirchen im Machland – Baumgartenberg – Donau Straße                                                         | 15,330     |
| 571  | Kronstorfer Straße                     | Ennser Straße Bundesheerkaserne / Kreisverkehr 1 – Enns – Überführung – Kronstorf – Steyrer Straße Knoten Kronstorf / Rampe 1 (SE)                                                          | 12,037     |
| 572  | Naarntalstraße                         | 1423 Münzbacher Straße – Perg – Falkenstein – Raabmühle – Königswiesener Straße | 14,785     |
| 573  | Greinerwaldstraße                      | Donau Straße – Grein – Bad Kreuzen – Pabneukirchen – Königswiesener Straße | 22,781     |
| 575  | Sarmingstraße                          | Donau Straße – Sarmingstein – Waldhausen – Landesgrenze Niederösterreich (Dorfstetten) | 14,424     |
| 576  | Mühlviertler Alm Straße                | Königswiesener Straße – Bad Zell – Schönau im Mühlkreis – Unterweißenbach – Liebenau – Landesgrenze Niederösterreich                                                                        | 32,910     |
| 579  | Nordkammstraße                         | Prager Straße – Freistadt – St.Oswald bei Freistadt – Holzmühle – Amesreith – Weitersfelden – Nadelbach – Unterweißenbach – Königswiesen – Königswiesener Straße                            | 37,571     |
| 581  | Hansbergstraße                         | Rohrbacher Straße – Linz (Hagenstraße) – Neulichtenberg – Gramastetten – Neußerling – St.Veit im Mühlkreis – Waxenberg – Helfenberg – Böhmerwald Straße                                     | 41,067     |
| 584  | Falkensteinstraße                      | Rohrbacher Straße – nördl. v. Altenfelden – Lembach – Hofkirchen im Mühlkreis – Altenhof – Oberkappel – Staatsgrenze Deutschland – Grenzübergang Oberkappel                                 | 26,471     |
| 585  | Obermühlerstraße                       | Rohrbacher Straße – Altenfelden – Hörhag – Bruckwirt – Straz – Obermühl – im Ort Obermühl                                                                                                   | 9,107      |
| 587  | Ebenhochstraße                         | 584 Falkenstein Straße – Hofkirchen im Mühlkreis – Niederranna – Nibelungen Straße (Donaubrücke Niederranna)                                                                                | 6,940      |
| 588  | Tannbergstraße                         | Böhmerwald Straße – Rohrbach – Sprinzenstein – Hühnergeschrei – Kleemühle – 585 Obermühler Straße                                                                                           | 13,526     |
| 589  | Dreisesselbergstraße                   | 590 Böhmerwald Straße – Aigen im Mühlkreis – Schindlau – Ulrichsberg – Salnau – Klaffer am Hochficht – Schwarzenberg am Böhmerwald – Staatsgrenze Deutschland (Grenzübergang Schwarzenberg) | 17,621     |
| 590  | Böhmerwaldstraße                       | 589 Dreisesselberg Straße – Aigen im Mühlkreis – Diendorf – Oberhaag – Staatsgrenze Tschechien (kein Grenzübergang)                                                                         | 7,118      |

## 2. Ordnung
Landesstraßen mit vierstelligen Nummern (L1001-L1562) gelten als Landesstraßen 2. Ordnung.

## Weblink
- Land Oberösterreich: Das Landesstraßennetz